# Großer Frieden
Großer Frieden ist die 1989 geschaffene Aufzeichnung einer Inszenierung von Manfred Wekwerth und Joachim Tenschert des gleichnamigen Schauspiels von Volker Braun am Berliner Ensemble durch das Fernsehen der DDR.

## Handlung
Die Geschehnisse liegen über zwei Jahrtausende zurück, die den Sturz des letzten Tschin – Kaisers bewirkten. Der Staat befindet sich in Unordnung, die Unterdrückung ist unerträglich, einander bekämpfende Heere unter rivalisierenden Anführern, plündern die Bauern aus. Auch der Bauer Gau Dsu wird regelmäßig von den großen und kleineren Landesfürsten um seine Ernteerträge gebracht, die er abliefern muss. Er hat selbst nichts mehr zu essen und sogar seine Frau Fan Feh wird ihm genommen. Da begreift er, dass man sich wehren muss. Gewalt gegen Gewalt.
In die Kriege, die die Oberen untereinander führen, tritt nun der Aufstand der Unteren als neues Mittel ein. Nach den schweren Kämpfen ist Gau Dsu im Bündnis mit dem Dichter und Feldherrn Tschu Jün Sieger. Der alte Herrscher ist gestürzt, die alte Ordnung zerstört und die siegreichen Bauern rufen den Großen Frieden aus. Ein Kleiner Frieden hätte nur bedeutet, dass es keinen Krieg mehr gibt. Doch ein Land, ohne Gewalt und ohne gesetzliche Regelungen, wie beim Großen Frieden, führt zur Anarchie und ist dem Untergang geweiht. Tschu Jün begreift das sehr schnell und kürt den Bauern Gau Dsu zum neuen Kaiser. Macht, Ordnung und Herrschaft, müssen sein für die Schaffung neuer Produktionsverhältnisse und das bedingt eben wiederum soziale Strukturen, auch solche hierarchischer Natur, und dies ist zugleich Voraussetzung für den Fortschritt, aber eine Gefahr.
Neue Kämpfe stehen bevor, es entwickelt sich eine Gegnerschaft zwischen dem Pragmatiker Tschu Jün und dem bäuerlichen Instinktmenschen Gau Dsu. Als Gau Dsu erkennt, dass das alte Machtgefüge wieder hergestellt wird, erwürgt er seinen Förderer Tschu Jün. Einzig durch die Sicht des Philosophen Wang auf das Ideal, die Einsicht, dass alles von Grund auf umgewälzt werden muss, wenn man nicht wieder in die alten Verhältnisse zurückfallen will, bleibt.

## Produktion
Die Premiere dieser Inszenierung fand als Uraufführung am 22. April 1979 im Berliner Ensemble statt. Hier wurde auch die Vorstellung mit dem Bühnenbild von Manfred Grund und den Kostümen von Annemarie Rost in Farbe aufgezeichnet. Es wurden Musikzitate von Jean-Baptiste Lully und Günther Fischer verarbeitet.
Die Erstausstrahlung erfolgte im 2. Programm des Fernsehens der DDR am 15. Dezember 1989 in Farbe.

## Kritik
Helmut Ullrich war in der Neuen Zeit der Meinung, dass das Stück sich an Stil- und Ausdrucksmitteln dem chinesischen Theater annähere, ohne es jedoch nachzuahmen, aber es modifizierend durch gestisch-demonstrative Spielweisen mit Expression auflade. Diese Aufführung zeige sich ganz als geschlossenes und konzentriertes Kunstprodukt sowie als personenreiche Ensembleleistung.
Ernst Schumacher schrieb in der Berliner Zeitung: 

„Der Text Brauns ist sehr theatergemäß. Die dramatische Gestaltung ist aufs äußerste verknappt, die poetische Diktion metaphorisch so geballt, daß die Darstellung, die Versinnlichung in Raum und Zeit durch Schauspieler nicht nur unentbehrlich ist, sondern eine gleichrangige Dichte erfordert.“